# Lot 13
Lot 13 — ограниченная серия комиксов, состоящая из 5 выпусков, которую в 2012—2013 годах издавала компания DC Comics.

## Синопсис
Супружеская пара и их дети останавливаются в старом жилом комплексе и обнаруживают там призраков семьи Роберта Уайатта.

## Выпуски
| № | Дата выхода     | Кол-во страниц | Оценка на Comic Book Roundup   | Предполагаемый объём продаж (первый месяц) |
| - | --------------- | -------------- | ------------------------------ | ------------------------------------------ |
| 1 | 31 октября 2012 | 32             | 7,3 из 10 на основе 7 рецензий | 12 476, позиция в Северной Америке — 181   |
| 2 | 28 ноября 2012  | 32             | 6,5 из 10 на основе 2 рецензий | 8 767, позиция в Северной Америке — 199    |
| 3 | 2 января 2013   | 32             | 4 из 10 на основе 1 рецензии   | 7 551, позиция в Северной Америке — 210    |
| 4 | 30 января 2013  | 32             | 3 из 10 на основе 1 рецензии   | 6 957, позиция в Северной Америке — 219    |
| 5 | 6 марта 2013    | 32             | н/д                            | 6 776, позиция в Северной Америке — 232    |

## Отзывы
На сайте Comic Book Roundup серия имеет оценку 5,2 из 10 на основе 11 рецензий. Джои Эспозито из IGN дал первому выпуску 8,1 балла из 10 и посчитал, что он подойдёт, чтобы попугать себя на Хэллоуин. Келли Томпсон из Comic Book Resources, обозревая дебют, понадеялась, что «в будущих выпусках» создатели «смогут уделить больше внимания мелочам». Эдвард Кей из Newsarama поставил первому выпуску оценку 8 из 10 и написал, что он «больше жуткий, нежели чем откровенно страшный».